# Callum Kerr
Andrew Callum Kerr (11 de maig de 1994) és un actor, model i músic escocès. La seva fama es va catapultar gràcies al seu paper d'agent George Kiss a la telenovel·la de Channel 4 Hollyoaks entre gener de 2020 i abril de 2021. Després d'un paper recurrent a la sèrie de Fox Monarch (2022), a més es dedica a la música country.
Kerr és de Musselburgh, al comtat d'East Lothian, a la regió metropolitana d ' Edimburg. Es va unir al National Youth Theatre of Scotland mentre estava a l'escola i va fer un casting per a Skins quan tenia 15 anys. Kerr va jugar al rugbi durant 6 mesos amb la National Youth League i va començar a estudiar finances a la universitat i a treballar en un despatx d'advocats. Al veure que no era cosa seva, es va retirar i es va traslladar a Londres per dedicar-se a la interpretació. Es va formar en teatre.
Kerr comença essent model a l'any 2017, treballant per les marques Jaguar, Adidas, Qatar Airways, Specssavers i HisColumn. També al 2017, Kerr apareix en el video musical "Mixed Signals" de Robbie Williams.

## Carrera cinematogràfica

### Pel·lícules
| Temporada | Títol       | Rol       | Notes        |
| --------- | ----------- | --------- | ------------ |
| 2017      | Narcisssus  | Narcissus | Curtmetratge |
| 2017      | Him and Her | Him       | Curtmetratge |
| 2019      | memories    | John      |              |
| 2020      | Ghetto Bird | Billy     | Curtmetratge |